# Протитанковий ракетний комплекс

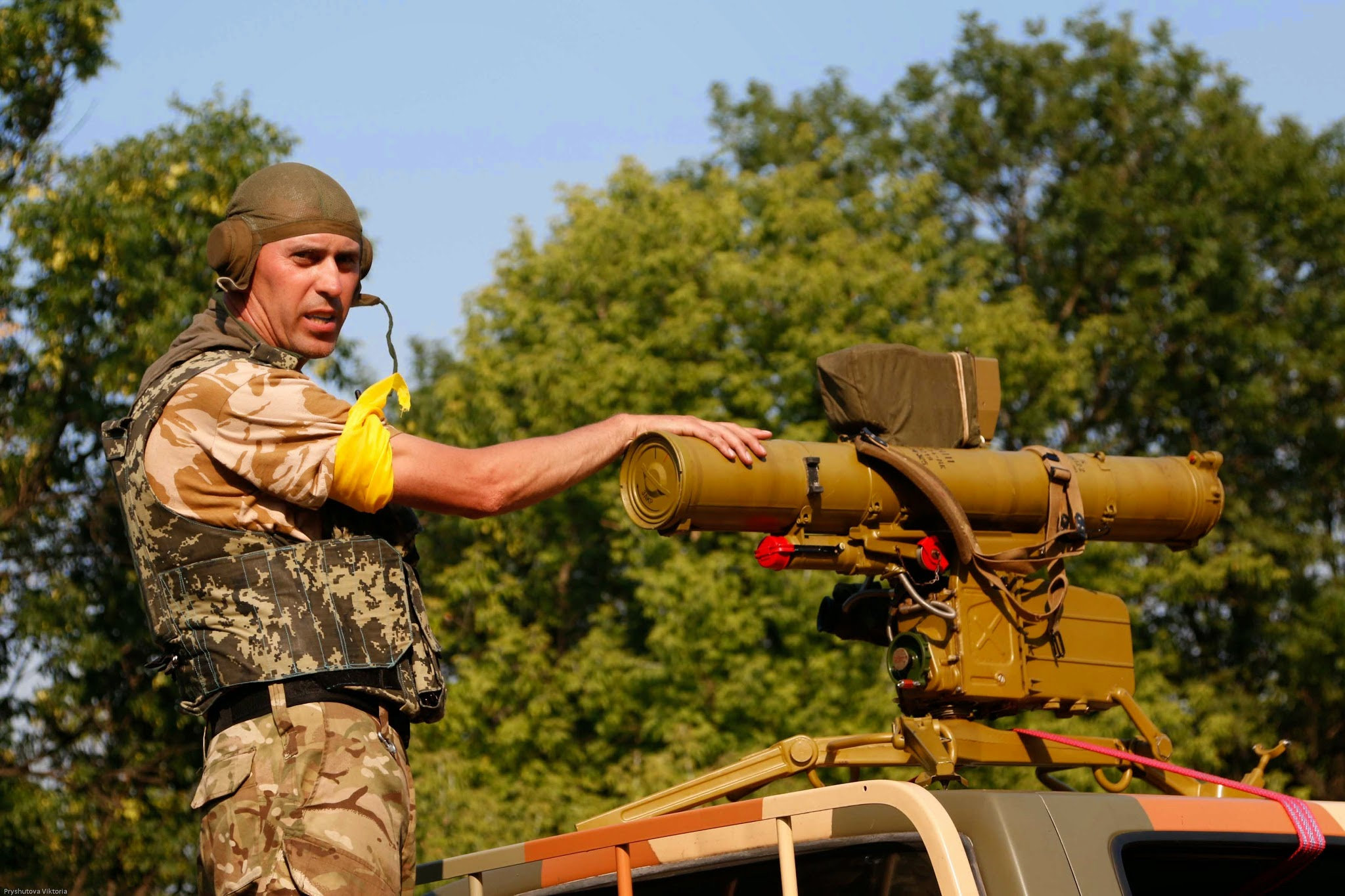
ПТРК «Фагот» на озброєнні БТ «Донбас»

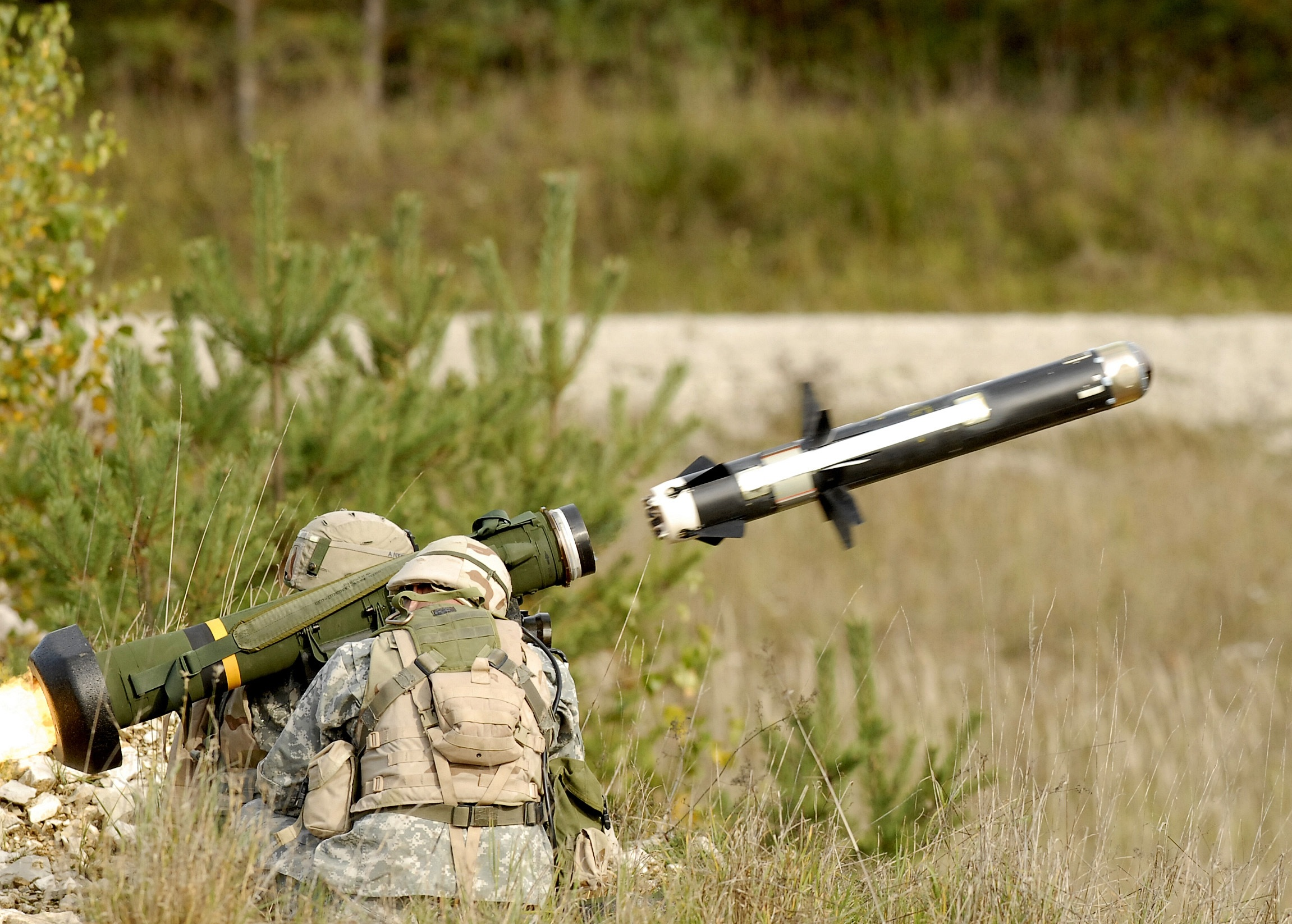
Пуск протитанкової керованої ракети FGM-148 «Джавелін» з переносного протитанкового ракетного комплексу. Армія США

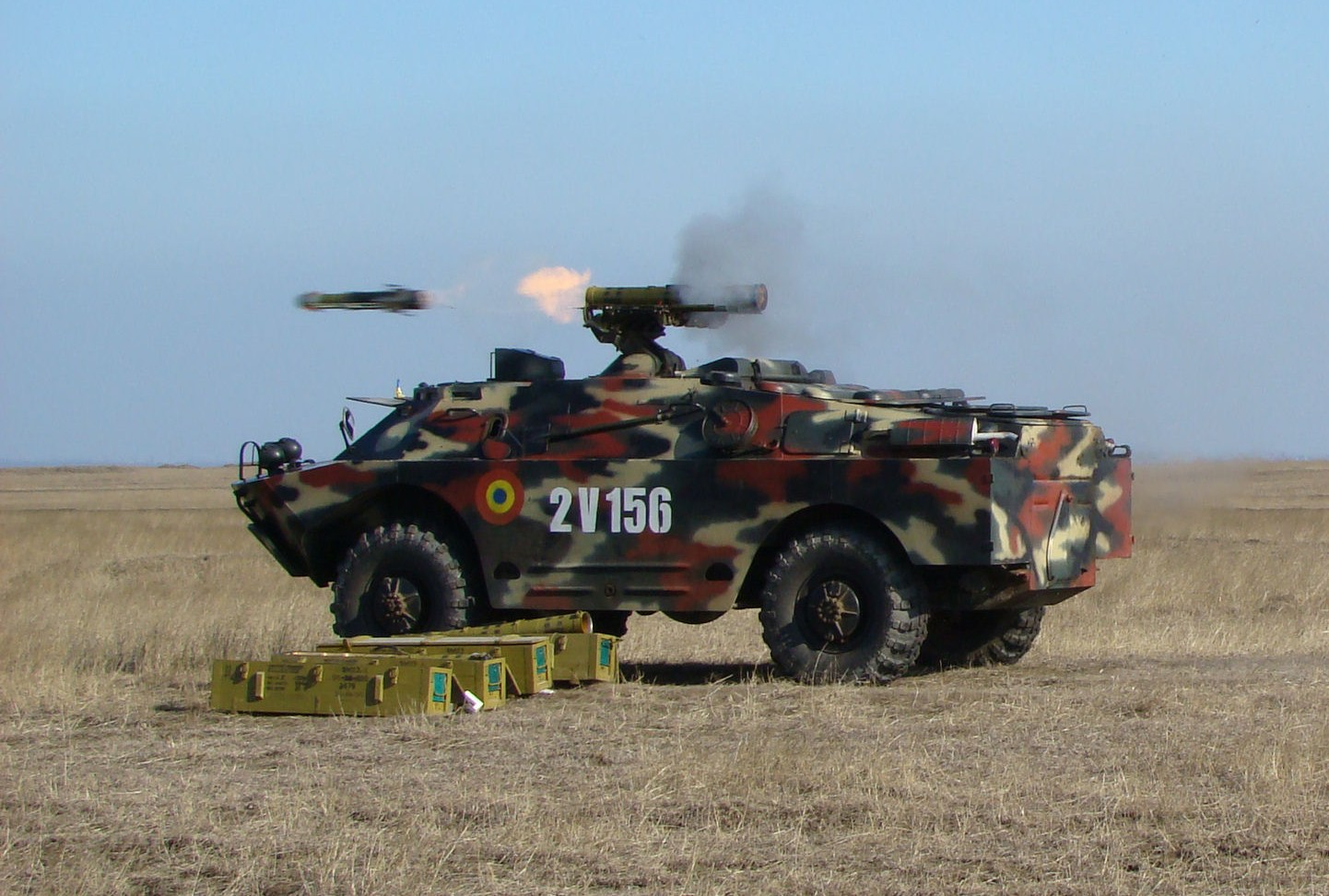
Румунський ПТРК «Конкурс» на базі БРДМ-2

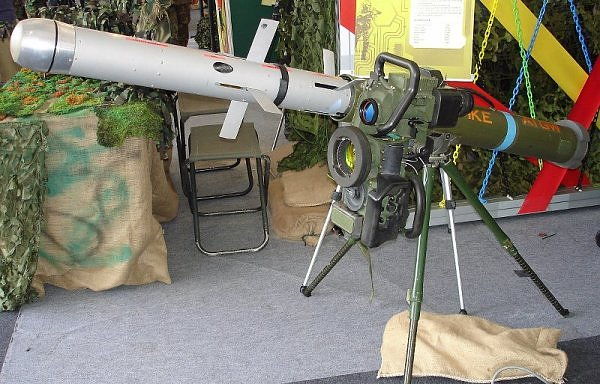
Переносний протитанковий ракетний комплекс «Spike». Ізраїль

Протитанковий ракетний комплекс (ПТРК) — сукупність функціонально пов'язаних бойових і технічних засобів, що забезпечують виконання завдань з ураження броньованих цілей протитанковими керованими ракетами (ПТКР). Сучасний ПТРК складається з пускової установки (ПУ), однієї або кількох ракет, апаратури для перевірки та обслуговування.

## Опис та принцип дії
До складу пускової установки, виконаної в переносному варіанті або змонтованої на спеціальному носії (гусеничному або колісному шасі, вертольоті тощо), входить апаратура управління, що складається з приладу наведення (прицілу) і апаратури формування і передачі команд управління ракеті.
ПТКР має бойову частину, як правило, кумулятивної дії, бортові прилади управління і стабілізації польоту, виконавчі органи, ракетний двигун. Для підготовки і перевірки ПТРК у військах служить контрольно-перевірочна машина, а для перевірки і ремонту елементів комплексу в ремонтних органах — контрольно-перевірочна апаратура.
ПТКР класифікуються за низкою ознак. За швидкістю польоту ракет ПТРК поділяються на дозвукові і надзвукові. У більшості сучасних ПТРК ракети мають дозвукові швидкості польоту, що дозволяє використовувати відносно простий спосіб передачі команд по дротах. Надзвукові швидкості польоту ракет характерні для самохідних і вертолітних ПТРК, в яких команди передаються по радіо-, інфрачервоної (ІЧ) лінії зв'язку або формуються в бортовій апаратурі за допомогою променя.
При конструюванні ПТКР застосовуються різні аеродинамічні схеми. Розрізняють ПТРК з ручною, напівавтоматичною і автоматичною системами управління. При ручній системі управління оператор, безперервно спостерігаючи крізь приціл за переміщенням цілі і польотом ракети, візуально визначає відхилення ПТКР від лінії візування і за допомогою спеціальної ручки управління або приводу наведення формує електричні сигнали управління. Ці сигнали передаються на борт ракети по лініях зв'язку (дротовому, радіо-, ІЧ тощо), що приводять в дію виконавчі органи ракети (рулі). У ПТРК з напівавтоматичною системою управління оператор здійснює безперервне стеження тільки за ціллю, а визначення відхилень ракети від лінії візування і вироблення команд управління проводяться автоматично в апаратурі управління або бортовій апаратурі ракети. Для ПТРК з автоматичною системою управління функції оператора зводяться лише до вибору цілі і пуску ракети. До такого типу систем відносяться командні автоматичні системи управління, автономні системи, системи самонаведення з пасивними або активними голівками самонаведення (ГСН), а також комбіновані системи управління, що поєднують елементи автономних систем та ГСН активного або пасивного типу. Системи самонаведення з напівактивними ГСН за принципом роботи можуть бути віднесені до напівавтоматичних або автоматичних систем управління, в цьому випадку для оптичних ГСН оператор повинен безперервно утримувати промінь джерела підсвічування (лазера) на цілі або в наземному комплексі управління включається пристрій (наприклад, радіолокатор), який автоматично супроводжує ціль.
У ПТКР зазвичай застосовуються твердопаливні двигуни (РДТТ), що забезпечують високу надійність і можливість тривалого зберігання ракет. За рухливістю розрізняють переносні, причіпні, самохідні зі знімним озброєнням, самохідні та вертолітні ПТРК. Переносні ПТРК мають дальності пусків ракет до 2000 м і переносяться розрахунком (ПУ і 3-4 ракети). Найбільша дальність польоту у ракет, які буксируються і самохідних (зі знімним озброєнням) ПТРК зазвичай не перевищує 3 500 м. Самохідні і вертолітні комплекси мають значно більшу бойову ефективність і використовуються, як правило, у складі протитанкових резервів, найбільша дальність пусків становить 4 000 м і більше.
Вперше бойове застосування ПТРК отримали в ряді локальних війн, після 2-ї світової війни, і показали високу ефективність (особливо вертолітні). Однак першим зразкам наземних ПТРК були притаманні й недоліки — значні розміри мертвого простору (300—600 м), малі швидкості польоту ракет (80-100 м/с) і їх відносно велика маса, низька точність при пусках по рухомих та тих, що маневрують, цілях. На початок 21 століття проводяться інтенсивні роботи зі створення перспективних ПТРК з новими варіантами систем управління на принципах напівактивного, активного і пасивного самонаведення.
Слід зазначити, що деякі ПТРК можуть вражати повільні повітряні цілі на малій висоті (наприклад, вертольоти). Відомо й про випадки успішного застосування наземних ПТРК проти вертольотів в бойових умовах. Навіть ПТРК типу «повітря-поверхня» AGM-114 Hellfire здатні вражати повітряні цілі типу БПЛА.
Зокрема, під час російсько-української війни українські військові знищили російський ударний вертоліт Ка-52 в повітрі із ПТРК «Стугна-П». Поки вертольоти перебували на землі їх знищували з ПТРК «Корсар». Також відомо про знищення Ка-52 в польоті на надмалій висоті з ПТРК «Javelin».

## Історія
Перші ПТРК були розроблені наприкінці 1950-х років як засіб боротьби з бронетехнікою противника на дистанціях недосяжних звичайним гранатометів (500—2000 метрів). Поділяються на легкі (переносні), із зоною ураження 2-2,5 км і важкі (встановлювані на бойову техніку), із зоною ураження 4-6 км. Ділення це умовне, через те, що переносні ПТРК можна встановити на бойову техніку (БТР, БМП, вертольоти та інше), а ПТРК, встановлювані на бойову техніку зняти і встановити на переносні ПУ. За способом наведення ракети на ціль ПТРК ділять на три покоління[джерело?]:
- Покоління І — ракета на ціль наводиться в ручному режимі (цей спосіб називають ще «трьох точковим»). Оператор за допомогою органів управління повинен поєднати ракету з ціллю, одночасно утримуючи їх у полі зору. Передача команд від комплексу до ракети йде по дроту, який розмотується зі спеціальної котушки, що обмежує швидкість польоту ракети 150—200 метрами на секунду. Імовірність влучення становить 60-70 %. При запуску ракети з таким способом наведення на ціль існує «мертва зона» в 200—400 метрів, обумовлена тим, що оператор ловить ракету в поле зору прицілу.
- Покоління II — ракета на ціль наводиться в напівавтоматичному режимі (цей спосіб ще називають «двохточковим»). Оператор при такому способі наведення повинен тільки поєднувати перехрестя прицілу і ціль, а ракета наводиться на ціль сама. Це підвищило ймовірність ураження цілі до 90-95 %, але застосування передачі команд від комплексу до ракети по дроту зберегло швидкість її польоту на рівні 150—200 метрів на секунду. Ця проблема була вирішена при появі бездротових ліній зв'язку. Зв'язок між ракетою і комплексом тут здійснюється через спеціальну радіолінію, що має перешкодозахищеність і декілька дублюючих частот, крім того, супровід ракети ведеться і в ІЧ-діапазоні. На ПТРК другого покоління з'явилися і нічні, тепловізійні приціли.
- Покоління III — ракета на ціль наводиться в автоматичному режимі. Операторові досить тільки прицілитися і вистрілити, після чого можна покинути позицію. Ракета, що має головку самонаведення, утримує відмічену під час пуску ціль і уражає її. ПТРК з таким способом наведення з'явилися наприкінці 1990-х років.